# Platygaster gibba
Platygaster gibba is een vliesvleugelig insect uit de familie van de Platygastridae. De wetenschappelijke naam van de soort is voor het eerst geldig gepubliceerd in 1938 door Szelenyi.